# シリビニン
シリビニン（silibinin: 国際一般名）は、マリアアザミ (Silybum marianum) 種子の標準化された抽出物であるシリマリン （silymarin）の主要な活性成分である。シリビン（silybin）としても知られている。シリマリンはシリビニン、イソシリビニン、シリクリスチン、シリジアニンといったフラボノリグナン類の混合物である。シリビニン自身は2つのジアステレオマー、シリビニンAおよびシリビニンBのおよそ等モル比の混合物である。シリビニンAは2R, 3R, 7‘R, 8‘R体、シリビニンB は2R, 3R, 7‘S, 8‘S体である。In vitroおよび動物実験において、シリビニンは毒素から肝臓を保護する肝保護作用を有していることが示唆されている
。シリビニンはまた、ヒト前立腺腺癌細胞、エストロゲン依存性ならびに非依存性ヒト乳腺癌細胞、ヒト子宮膣部癌細胞、ヒト大腸癌細胞、小細胞ならびに非小細胞ヒト肺癌細胞に対して抗がん作用を示すことが明らかにされている。
化学的に修飾されたシリビニンであるシリビニンC-2',3-ビス-(水素スクシナート)二ナトリウム塩（商品名 Legalon SIL）は注射薬として、タマゴテングタケ (Amanita phalloides) 中毒といった肝毒物質による重症中毒に対する治療に用いられている。また、アルコール性およびグレードchild Aの肝硬変における支援要素としてのシリビニンの使用に関する臨床的証拠がある
。

## 薬理学
シリマリンの水溶性ならびに生物学的利用能の低さは製剤の改善を促した。シリマリンとホスファチジルコリンの複合体であるシリピド（silipide、商品名 シリフォス Siliphos）は、シリマリンよりも約10倍生物学的利用能が優れている。シリマリンのβ-シクロデキストリン包接錯体はシリマリンよりも優れた溶解性を示すことが報告されている。調製されたシリビニン配糖体は、シリビニンよりも高い水溶性と肝保護効果を示すことも報告されている。
フラボノイドであるシリマリンはP糖タンパク質による細胞排出を阻害することが示されている。P糖タンパク質活性の調節によりP糖タンパク質の基質となる薬物の吸収や生物学的利用能に変化が生じる。また、シリマリンはシトクロムP450を阻害することが報告されていることから、P450によって解毒される薬物との相互作用の可能性も排除できない。

## 毒性
シリマリンおよびシリビニンの急性毒性は様々な動物種において経口ならびに静脈投与によって調べられている。20 g/kgのシリマリンを経口投与されたマウスおよび1 g/kgを経口投与されたイヌは、投与後に死亡せず副作用の兆候も見られなかった。静脈内注射後の半数致死量 (LD50) はマウスで400 mg/kg、ラットで385 mg/kg、ウサギおよびイヌで140 mg/kgであった。

## 補完代替医療
最近の研究ではシリマリンは血糖値制御を補助することによって2型糖尿病患者の助けとなることも示唆されている。
マウスを用いた実験室レベルの研究ではシリビニンはタマゴテングタケ (Amanita phalloides) に含まれるα-アマニチンから肝細胞を保護することが示されている。